# Cravache d'or
El "Cravache d'Or" se concede en Francia al jinete que haya conseguido más victorias en un año. Las disciplinas de carrera y salto se clasifican por separado.
A partir de la temporada 2022, para la categoría de carreras, El "Cravache d'Or" se atribuye por las victorias adquiridas entre el 1 de marzo y el 31 de octubre (en vez del año entero).

## Jinetes que han ganado el "Cravaches d'Or" varias veces
1. Yves Saint-Martin - 15 victorias
2. Christophe Soumillon - 10 victorias
3. Freddy Head - 6 victorias
4. Cash Asmussen - 5 victorias

Con 15 "Cravaches d'Or" en su cuenta y 3314 victorias en su carrera, Yves-Sain-Martin es una figura legendaria en el mundo de las carreras de galope y uno de los mayores campeones de Francia. Cuatro veces ganador del Prix de l'Arc de Triomphe, una de las carreras de galope más importantes del mundo (1970, 1974, 1982, 1984), y ganador de 125 carreras del Grupo 1 (el nivel más alto de las carreras), Yves Saint-Martin ha acumulado un palmarés que sigue siendo inigualable.
En 2016, Pierre-Charles Boudot ganó el título al alcanzar la suma de 300 victoires (sobre 1.530 participantes), batiendo el récord francés de Christophe Soumillon (228 victorias en 2013) y el record europeo del alemán Peter Schiergen (271 victorias en 1995). Pero al año siguiente, Christophe Soumillon recuperó el liderato, elevando el récord à 306 victorias.

## Las mujeres que ganaron la "Cravache d'Or" en pista llana
A pesar de un entorno laboral muy dominado por los hombres, e incluso hostil para las mujeres, estas consiguieron brillar. Entre ellas, Delphine Santiago, que cuenta con no menos de 10 "Cravaches d'Or"; Maryline Eon, la primera mujer en disputar el "Prix de Diane"; Mickaëlle Michel, Jessica Marcialis (primera mujer en ganar un Grupo 1, en el "Prix Marcel Boussac" en 2020), Coralie Pacaut que ganó la "Cravache d'Or" un año después de perder su condición de aprendiz, y Marie Velon, la primera mujer en figurar entre los 10 mejores jinetes mixtos.

## Ceremonia de las "Cravaches d'Or"
Iniciado en 1958, este acontecimiento anual recompensa a los mejores profesionales de Francia, ya sean jinetes, propietarios, entrenadores o criadores.
En 2012, por primera vez en su historia, la ceremonia añadió tres nuevos premios: el "Cravache Internacional" concedido a un profesional extranjero, el "Cravache d'Honneur" que corona a la presonalidad que ha sido noticia en 2012 y el "Cravache Coup de Coeur" concedido tras una votación pública.
Durante la velada también se entregarán otros premios, como los "Cravaches d'Argent" y los "Cravaches de Bronze", el "Prix de la Femme Jockey", los "Chevaux d'Or" y el "Etrier d'Or"

## Ganadores de la "Cravache d'Or" en pista llana
| Añon | Ganador                                    | Victorias | Segundo                                | Victorias | Tercero                                 | Victorias |
| ---- | ------------------------------------------ | --------- | -------------------------------------- | --------- | --------------------------------------- | --------- |
| 2023 | Maxime Guyon                               | 196       | Mickaël Barzalona                      | 178       | Cristian Demuro                         | 114       |
| 2022 | Maxime Guyon                               | 191       | Mickaël Barzalona                      | 169       | Christophe Soumillon                    | 135       |
| 2021 | Mickaël Barzalona                          | 192       | Maxime Guyon                           | 181       | Théo Bachelot                           | 161       |
| 2020 | Pierre-Charles Boudot                      | 219       | Maxime Guyon                           | 135       | Cristian Demuro                         | 120       |
| 2019 | Maxime Guyon                               | 234       | Pierre-Charles Boudot                  | 201       | Mickaël Barzalona                       | 143       |
| 2018 | Christophe Soumillon                       | 184       | Pierre-Charles Boudot                  | 173       | Maxime Guyon                            | 142       |
| 2017 | Christophe Soumillon                       | 306       | Pierre-Charles Boudot                  | 209       | Maxime Guyon                            | 180       |
| 2016 | Pierre-Charles Boudot                      | 300       | Maxime Guyon                           | 156       | Christophe Soumillon                    | 151       |
| 2015 | Christophe Soumillon Pierre-Charles Boudot | 179       | -                                      |           | Maxime Guyon                            | 142       |
| 2014 | Christophe Soumillon                       | 168       | Maxime Guyon                           | 152       | Pierre-Charles Boudot Stéphane Pasquier | 115       |
| 2013 | Christophe Soumillon                       | 228       | Maxime Guyon                           | 198       | Pierre-Charles Boudot                   | 122       |
| 2012 | Christophe Soumillon                       | 165       | Maxime Guyon                           | 157       | Ioritz Mendizabal                       | 135       |
| 2011 | Christophe Soumillon                       | 162       | Maxime Guyon                           | 156       | Ioritz Mendizabal                       | 116       |
| 2010 | Ioritz Mendizabal                          | 170       | Maxime Guyon                           | 130       | Franck Blondel                          | 121       |
| 2009 | Ioritz Mendizabal                          | 180       | Stéphane Pasquier                      | 128       | Maxime Guyon                            | 113       |
| 2008 | Ioritz Mendizabal                          | 202       | Christophe Soumillon                   | 174       | Stéphane Pasquier                       | 150       |
| 2007 | Stéphane Pasquier                          | 185       | Ioritz Mendizabal                      | 172       | Christophe Soumillon                    | 146       |
| 2006 | Christophe Soumillon                       | 176       | Ioritz Mendizabal                      | 161       | Dominique Bœuf                          | 121       |
| 2005 | Christophe Soumillon                       | 226       | Stéphane Pasquier                      | 141       | Ioritz Mendizabal                       | 138       |
| 2004 | Ioritz Mendizabal                          | 220       | Christophe Soumillon                   | 165       | Olivier Peslier                         | 123       |
| 2003 | Christophe Soumillon                       | 207       | Ioritz Mendizabal                      | 165       | Dominique Bœuf                          | 149       |
| 2002 | Dominique Bœuf                             | 151       | Christophe Soumillon Ioritz Mendizabal | 99        | -                                       |           |
| 2001 | Dominique Bœuf                             | 149       | Olivier Peslier                        | 148       | Davy Bonilla                            | 109       |
| 2000 | Olivier Peslier                            | 162       | Thierry Jarnet                         | 110       | Davy Bonilla                            | 92        |
| 1999 | Olivier Peslier                            | 147       | Dominique Bœuf                         | 114       | Gérald Mossé Sylvain Guillot            | 95        |
| 1998 | Dominique Bœuf                             | 175       | Jean-René Dubosc                       | 149       | Olivier Peslier                         | 142       |
| 1997 | Olivier Peslier                            | 157       | Dominique Bœuf                         | 128       | Thierry Jarnet                          | 120       |
| 1996 | Olivier Peslier                            | 163       | Thierry Jarnet                         | 138       | Gérald Mossé                            | 105       |
| 1995 | Thierry Jarnet                             | 154       | Olivier Peslier                        | 151       | Gérald Mossé                            | 95        |
| 1994 | Thierry Jarnet                             | 158       | Olivier Peslier                        | 116       | Gérald Mossé                            | 102       |
| 1993 | Thierry Jarnet                             | 157       | Cash Asmussen                          |           | Olivier Peslier                         |           |
| 1992 | Thierry Jarnet                             | 124       |                                        |           |                                         |           |
| 1991 | Dominique Bœuf                             | 175       |                                        |           |                                         |           |
| 1990 | Cash Asmussen                              | 140       |                                        |           |                                         |           |
| 1989 | Cash Asmussen                              | 147       |                                        |           |                                         |           |
| 1988 | Cash Asmussen                              | 200       |                                        |           |                                         |           |
| 1987 | Gary-William Moore                         | 102       |                                        |           |                                         |           |
| 1986 | Cash Asmussen                              | 119       |                                        |           |                                         |           |
| 1985 | Cash Asmussen                              | 148       |                                        |           |                                         |           |
| 1984 | Freddy Head                                | 134       |                                        |           |                                         |           |
| 1983 | Yves Saint-Martin                          | 125       |                                        |           |                                         |           |
| 1982 | Freddy Head                                | 137       |                                        |           |                                         |           |
| 1981 | Yves Saint-Martin                          | 125       |                                        |           |                                         |           |
| 1980 | Freddy Head                                | 122       |                                        |           |                                         |           |
| 1979 | Philippe Paquet                            | 116       |                                        |           |                                         |           |
| 1978 | Alfred Gibert                              | 116       |                                        |           |                                         |           |
| 1977 | Philippe Paquet                            | 108       |                                        |           |                                         |           |
| 1976 | Yves Saint-Martin                          | 109       |                                        |           |                                         |           |
| 1975 | Yves Saint-Martin                          | 125       |                                        |           |                                         |           |
| 1974 | Yves Saint-Martin                          | 121       |                                        |           |                                         |           |
| 1973 | Yves Saint-Martin                          | 113       |                                        |           |                                         |           |
| 1972 | Freddy Head                                | 103       |                                        |           |                                         |           |
| 1971 | Freddy Head                                | 132       |                                        |           |                                         |           |
| 1970 | Freddy Head                                | 117       |                                        |           |                                         |           |
| 1969 | Yves Saint-Martin                          | 120       |                                        |           |                                         |           |
| 1968 | Yves Saint-Martin                          | 138       |                                        |           |                                         |           |
| 1967 | Yves Saint-Martin                          | 155       |                                        |           |                                         |           |
| 1966 | Yves Saint-Martin                          | 170       |                                        |           |                                         |           |
| 1965 | Yves Saint-Martin                          | 142       |                                        |           |                                         |           |
| 1964 | Yves Saint-Martin                          | 184       |                                        |           |                                         |           |
| 1963 | Yves Saint-Martin                          | 172       |                                        |           |                                         |           |
| 1962 | Yves Saint-Martin                          | 106       |                                        |           |                                         |           |
| 1961 | Maxime Garcia                              | 143       |                                        |           |                                         |           |
| 1960 | Yves Saint-Martin                          | 110       |                                        |           |                                         |           |
| 1959 | Jean Deforge                               | 129       |                                        |           |                                         |           |
| 1958 | Jean Deforge                               | 130       |                                        |           |                                         |           |

## Ganadores de la "Cravache d'Or" feminina en pista llana
| Año  | Ganador                              | Victorias | Segundo                          | Victorias | Tercero                               | Victorias |
| ---- | ------------------------------------ | --------- | -------------------------------- | --------- | ------------------------------------- | --------- |
| 2023 | Marie Vélon                          | 72        | Delphine Santiago                | 66        | Maryline Eon                          | 34        |
| 2022 | Marie Vélon                          | 67        | Delphine Santiago                | 59        | Maryline Eon                          | 39        |
| 2021 | Marie Vélon                          | 77        | Maryline Eon                     | 49        | Coralie Pacaut                        | 43        |
| 2020 | Marie Vélon                          | 84        | Ambre Molins                     | 51        | Axelle Nicco                          | 47        |
| 2019 | Coralie Pacaut                       | 71        | Maryline Eon                     | 53        | Delphine Santiago                     | 50        |
| 2018 | Mickaëlle Michel                     | 72        | Coralie Pacaut                   | 67        | Maryline Eon                          | 61        |
| 2017 | Delphine Santiago                    | 59        | Maryline Eon                     | 43        | Adeline Mérou                         | 34        |
| 2016 | Maryline Eon                         | 24        | Luana Dupelin-Lalung             | 21        | Delphine Santiago                     | 19        |
| 2015 | Pauline Dominois                     | 24        | Delphine Santiago                | 18        | Luana Dupelin-Lalung                  | 16        |
| 2014 | Lily Le Pemp                         | 26        | Maryline Eon                     | 25        | Sarah Callac                          | 20        |
| 2013 | Delphine Santiago Amélie Foulon      | 28        | -                                |           | Pamela Boehm                          | 19        |
| 2012 | Manon Scandella-Lacaille             | 28        | Luana Dupelin-Lalung             | 23        | Amélie Foulon                         | 22        |
| 2011 | Luana Dupelin-Lalung                 | 23        | Delphine Santiago                | 17        | Nathalie Desoutter Pauline Prod'homme | 13        |
| 2010 | Delphine Santiago                    | 17        | Pauline Prod'homme Céline Launay | 8         | -                                     |           |
| 2009 | Nathalie Desoutter                   | 22        | Celine Herisson de Beauvoir      | 15        | Brigitte Renk                         | 14        |
| 2008 | Celine Herisson De Beauvoir          | 25        | Nathalie Desoutter               | 18        | Delphine Santiago                     | 14        |
| 2007 | Nathalie Desoutter                   | 24        | Celine Herisson De Beauvoir      | 19        | Delphine Santiago                     | 16        |
| 2006 | Celine Herisson De Beauvoir          | 20        | Brigitte Renk                    | 17        | Nathalie Desoutter                    | 13        |
| 2005 | Nathalie Desoutter                   | 21        | Delphine Santiago                | 12        | Fanny Fernandez                       | 12        |
| 2004 | Nathalie Desoutter                   | 18        | Brigitte Renk                    | 17        | Fanny Fernandez                       | 12        |
| 2003 | Nathalie Desoutter                   | 20        | Lucie Verger                     | 12        | Fanny Fernandez                       | 8         |
| 2002 | Delphine Santiago                    | 27        | Nathalie Desoutter               | 11        | Fanny Fernandez                       | 10        |
| 2001 | Delphine Santiago                    | 17        | Stephanie Lasnier                | 9         | Chrystelle Cardenne                   | 7         |
| 2000 | Delphine Santiago                    | 21        | Brigitte Renk                    | 6         | Nathalie Desoutter                    | 6         |
| 1999 | Delphine Santiago                    | 27        | Brigitte Renk                    | 9         | Chrystelle Cardenne                   | 6         |
| 1998 | Delphine Santiago                    | 17        | Stephanie Lasnier                | 5         | Brigitte Renk                         | 5         |
| 1997 | Delphine Santiago                    | 12        | Brigitte Renk                    | 9         | Anne-Sophie Madelaine                 | 4         |
| 1996 | Delphine Santiago                    | 7         | Chrystelle Cardenne              | 2         | Valerie Salles                        | 2         |
| 1995 | Anne-Sophie Madelaine Valerie Salles | 7 7       | Delphine Santiago                | 2         |                                       |           |

## Mayor número de victorias en pista llana
- Delphine Santiago : 607 victorias[5]

## Ganadores de la "Cravache d'Or" en salto de obstáculos
| Año  | Ganador                           | Victorias | Segundo            | Victorias | Tercero               | Victorias |
| ---- | --------------------------------- | --------- | ------------------ | --------- | --------------------- | --------- |
| 2018 | Bertrand Lestrade                 | 108       | Thomas Gueguen     | 64        | Kevin Nabet           | 61        |
| 2017 | Bertrand Lestrade                 | 92        | Kevin Nabet        | 61        | Jonathan Plouganou    | 53        |
| 2016 | James Reveley                     | 84        | David Cottin       | 62        | Bertrand Lestrade     | 59        |
| 2015 | Bertrand Lestrade                 | 95        | David Cottin       | 92        | Kevin Nabet           | 69        |
| 2014 | Vincent Cheminaud                 | 90        | Jacques Ricou      | 69        | Jonathan Plouganou    | 68        |
| 2013 | Jonathan Plouganou                | 110       | David Cottin       | 104       | Bertrand Lestrade     | 98        |
| 2012 | David Cottin                      | 83        | Jacques Ricou      | 78        | Bertrand Lestrade     | 69        |
| 2011 | Jacques Ricou                     | 106       | Jonathan Plouganou | 82        | Bertrand Lestrade     | 75        |
| 2010 | David Cottin                      | 108       | Jacques Ricou      | 66        | Jonathan Plouganou    | 57        |
| 2009 | David Cottin                      | 87        | David Berra        | 74        | Cyrille Gombeau       | 56        |
| 2008 | Jacques Ricou                     | 61        | David Cottin       | 56        | Lenie Suzineau        | 50        |
| 2007 | Jacques Ricou                     | 129       | Christophe Pieux   | 96        | Benoît Gicquel        | 51        |
| 2006 | Jacques Ricou                     | 133       | Christophe Pieux   | 110       | Benoît Gicquel        | 70        |
| 2005 | Jacques Ricou                     | 130       | Christophe Pieux   | 120       | Fabrice Barrao        | 52        |
| 2004 | Christophe Pieux                  | 106       | Jacques Ricou      | 82        | Fabrice Barrao        | 77        |
| 2003 | Christophe Pieux                  | 94        | Fabrice Barrao     | 83        | Jacques Ricou         | 82        |
| 2002 | Christophe Pieux                  | 110       | Fabrice Barrao     | 74        | Jacques Ricou         | 62        |
| 2001 | Christophe Pieux                  | 119       | Benoît Gicquel     | 63        | Jacques Ricou         | 54        |
| 2000 | Christophe Pieux                  | 99        | Benoît Gicquel     | 69        | Jacques Ricou         | 40        |
| 1999 | Christophe Pieux Philippe Sourzac | 70        | -                  |           | Thierry Majorcryk     | 50        |
| 1998 | Christophe Pieux                  | 79        | Denis Desoutter    | 53        | Philippe Sourzac      | 42        |
| 1997 | Christophe Pieux                  | 76        | Philippe Sourzac   | 48        | Benoît Gicquel        | 40        |
| 1996 | Christophe Pieux                  | 84        | Philippe Sourzac   | 56        | Denis Desoutter       | 35        |
| 1995 | Christophe Pieux                  | 69        | Philippe Sourzac   | 46        | Anne-Sophie Madelaine | 43        |
| 1994 | Christophe Pieux                  | 74        | Didier Mescam      | 62        | Philippe Sourzac      | 53        |
| 1993 | Christophe Pieux                  | 74        | Philippe Sourzac   |           | Loïc Manceau          |           |